# 齊皮利亞湖
56°32′14″N 29°19′28″E / 56.53722°N 29.32444°E
齊皮利亞湖（俄语：Ципиля），是俄羅斯的湖泊，位於該國西北部，由普斯科夫州負責管轄，處於普斯托什卡區，面積2.45平方公里，集水區面積7.2平方公里，平均水深3米，最大水深6米。